# Заковський Леонід Михайлович
Леоні́д Миха́йлович Зако́вський  (справжнє ім'я Ге́нріх Ерне́стович Шту́біс латис. Henriks Štubis, нар. *1894, садиба Рудбаржі, Курляндська губ. — 29.08.1938, полігон «Комунарка», Москва) — діяч ВЧК—ОГПУ—НКВС, комісар державної безпеки 1 рангу.
Один з організаторів ГУЛАГу, один з ініціаторів Справи Ленінградського товариства глухонімих та інших злочинів совєцької влади.

## Життєпис

### Ранні роки
Народився 1894 р. в Рудбаржській волості Газенпотського повіту Курляндської губернії в бідній родині лісника (нині Скрундський край, Латвія). Латиш. Закінчив 2 класи Лібавского міського училища, звідки був виключений за участь в першотравневій демонстрації. Працював в мідно-жерстяних майстернях Ансона в Лієпаї, з 1912 року плавав юнгою і кочегаром на пароплаві «Курськ» Російського східно-азійського товариства на лінії Лібава (Лієпая)-Нью-Йорк. 1914 року вступив до РСДРП.
Був заарештований російською поліцією 27 лютого 1913 р. разом з братом Фріцем Штубісом, через 3 дні звільнений під гласний нагляд поліції. Знову заарештований 6 листопада 1913 р., спочатку його тримали в Лібавській, а з 29 листопада 1913 р. в Мітавській в'язниці. У постанові начальника Курляндського губернського жандармського управління Російської імперії від 1 грудня 1913 р. зазначено, що Штубіс (Заковський) політично ненадійний і належить до Лібавської групи анархістів.

### Революційні роки
Винним той себе не визнав, за рішенням Особливої Наради МВС 3 січня 1914 р. висланий на три роки під гласний нагляд поліції в Олонецьку губернію. З травня 1914 р. по січень 1917 р. у засланні, згодом звільнився.
Згодом приховував приналежність до анархістів і приписував собі середню освіту, якої не мав.
З січня 1917 р. жив в Петрограді, ухилявся від мобілізації. Активний учасник революції та перевороту 1917 року. Після липневих подій перейшов на нелегальне становище.
Примкнув до Центру об'єднаних латиських груп РСДРП(б) Північного р-ну Петрограду, робітник-металіст у кустарних майстернях, робітник на заводі «Скороход», член червоної гвардії Василеострівського району, брав участь у боях під Гатчиною. У жовтні 1917 р. із загоном матросів брав участь у захопленні міської телефонної станції і був, таким чином, одним з 9 латишів, участь яких у жовтневому перевороті документально підтверджена.

### Кар'єра вВЧК-ОГПУ
З 1 січня 1918 р. на службі в ВЧК. У березні 1918 р. особливоуповноважений президії ВЧК на Західному, Південному і Східному фронтах. Очолював загони спецпризначення, що придушували повстання в Астрахані, Саратові, Казані та в інших містах.
Згодом начальник Особливого відділу Каспійсько-Кавказького фронту, начальник відділення особливого відділу Московської ЧК.
У 1923 розробив разом з Бармінським та Івановим операцію "Ятір (Сеть)", в результаті якої було заарештовано перебіжчиків з Бесарабії.
1921—1925 — голова Подільського та Одеського губернських відділів ДПУ, уповноважений ДПУ України по Молдові. Причетний до вбивств і пограбувань перебіжчиків, присвоєння контрабанди, що в підсумку призвело до конфлікту з політичним керівництвом окупованої Росією України (УНР). Притягнутий до відповідальності, але серйозного покарання уникнув і переведений з підвищенням на Сибір.

### В Сибіру
6 лютого 1926 р. — повноважний представник ОГПУ по Сибіру і начальник Особливого відділу Сибірського військового округу. 1928 року під час поїздки Сталіна до Сибіру забезпечував його безпеку. Організатор колективізації в Сибіру. По лінії ОДПУ керував заходами з розкуркулення в Сибіру і придушенням Муромцевського повстання в Сибірському краї 1930 року. Навесні 1931 р. запропонував ПП ОДПУ по Західно-Сибірському краю провести висилку 40 тис. селянських господарств. Пропозицію Заковського затвердили. Пізніше ПП розробило конкретні заходи по здійсненню депортації. В ході весняно-літньої висилки в 1931 року в спецпоселення комендатур прибуло близько 45 тис. сімей. В ході іншої масової депортації 1933 року на спецпоселення було відправлено майже 30 тис. сімей.
Один з ініціаторів створення ГУЛАГу.
З 1928 р. був головою «трійки» ПП ОДПУ по Сібірському краю, створеної для позасудового розгляду справ. Тільки з 21 листопада 1929 р. по 21 січня 1930 р. «трійкою» було розглянуто 156 справ, за якими було засуджено 898 осіб, в тому числі 347 — до розстрілу.
Протягом 1930-го трійка ОДПУ Західного Сибіру засудила 16,553 чол., в тому числі 4,762 — до розстрілу (28,8 %), відправлено до таборів було 8 576 осіб (51,8 %), на заслання — 1,456 (8,8 %), вислано — 1759 осіб (10,6 %). Заковський особисто підписував розпорядження працівникам комендатури про розстріл засуджених.
З 10 квітня 1932 р. — повноважний представник ОДПУ в БРСР і начальник Особливого відділу Білоруського військового округу. З 15 липня 1934 р. — нарком внутрішніх справ Білоруської РСР. Сфабрикував велике діло «контрреволюційної повстанської та шпигунсько-диверсійної організації „Білоруський національний центр“».

### Великий терор в Ленінграді і Москві
За керівництва Ягоди в грудні 1934 р. став начальником Ленінградського управління НКВС. Керував розслідуванням вбивства Кірова. У Ленінграді разом з Ждановим розгорнув масовий терор. З 28 лютого по 27 березня 1935 року за його керівництва проведена операція з виселення «колишніх людей», під час якої «вилучено з Ленінграда і засуджено Особливою нарадою НКВС — 11,702 особи» (колишніх дворян, фабрикантів, поміщиків, офіцерів, священиків).
Цей період відзначений входженням до складу особливої "трійки", створеної за наказом НКВС СРСР від 30.07.1937 № 00447 і активною участю в сталінських репресіях. Заковський особисто брав участь в допитах, тортурах і розстрілах. Виступаючи 10 червня 1937 р. на Ленінградській обласній конференції ВКП (б), сказав: «Ми повинні ворога знищити до кінця. І ми його знищимо».
12 грудня 1937 р. обраний депутатом Ради Союзу Верховної Ради СРСР 1-го скликання від Ленінградської області.
19 січня 1938 р. призначений заступником наркома внутрішніх справ (НКВС) і начальником Московського управління НКВС. Московське управління він очолював тільки два місяці, але саме на цей час припадає пік репресій в Москві, в тому числі і проти латишів. Саме в ці місяці (з 20 лютого по 28 березня) здійснювалися наймасовіші розстріли на Бутовському полігоні.
Засуджений на прізвище Постель, колишній начальник Третього відділення УНКВС по Москві і Московській області, показував: «заарештовували і розстрілювали цілими сім'ями, в числі яких ішли зовсім неписьменні жінки, неповнолітні і навіть вагітні та всіх, як шпигунів, підводили під розстріл … тільки тому, що вони — „націонали…“. План, вигаданий Заковським, був 1000—1200 „націоналів“ на місяць». Постеля заарештували на початку 1939-го і засудили до 15 років таборів.
Один з організаторів Третього Московського процесу.

## Останні роки
У березні 1938 р. знятий з поста начальника Московського управління НКВС і призначений начальником тресту Камлісосплав НКВС. У квітні 1938 р. знятий і з цієї посади, звільнений з НКВС, виключений з членства ВКП(б), заарештований 19 квітня 1938 р. за звинуваченням у «створенні латиської контрреволюційної організації в НКВС, а також шпигунстві на користь Німеччини, Польщі, Англії». Розстріляний 29 серпня 1938 року.
Після смерті Сталіна реабілітований не був.

## Нагороди
- Орден Леніна (25.06.1937)
- два ордена Червоного Прапора (1922, 20.12.1932)
- Орден Червоної Зірки (14.02.1936)
- Ювілейна медаль «XX років Робітничо-Селянської Червоної Армії» (22.02.38)
- «Почесний працівник ВЧК-ГПУ (V)» (№ 14)
- «Почесний працівник ВЧК-ГПУ (XV)» (26.05.1933)

## В органах ВЧК—ОГПУ—НКВС
- 12.17-03.18 — розвідник, начальник розвідки і комендант ВЧК;
- 03.18-1918 — уповноважений президії ВЧК на Західному, Південному та Східному фронтах;
- 1918-01.19 — нач. Особливого відділу (ОВ) Каспійсько-Кавказького фронту;
- 02.19-12.19 — нач. інформаційного (рос. осведомительного) відділення ОВ МЧК;
- 01.20-1921 — нач. ОВ Одеської губ. ЧК; член колегії Одеської губ. ЧК; нач. секретно-оперативної частини Одеської губ. ЧК;
- 03.21-03.23 — голова Подільської губ. ЧК; нач. Подільського губ. від. ГПУ;
- 06.03.23-01.08.25 — нач. Одеського губ. від. ГПУ;
- 27.11.24-04.25 — уповн. ГПУ УРСР по Молдавській АРСР;
- 01.08.25-27.10.25 — нач. Одеського окр. від. ГПУ;
- 06.02.26-16.08.30 — повпред ОГПУ по Сибірському краю; нач. ОВ Сибірського ВО;
- 01.08.30-10.04.32 — повпред ОГПУ по Західно-Сибірському краю;
- 10.04.32-10.07.34 — повпред ОГПУ по БРСР — голова ГПУ БРСР;
- 11.05.32-10.12.34 — нач. ОВ ОГПУ-НКВД БВО;
- 15.07.34-10.12.34 — нарком внутр. справ БРСР;
- 10.12.34-20.01.38 — нач. УНКВС Ленінградської обл.;
- 12.34-17.11.35 — нач. ОВ ГУГБ НКВС ЛВО;
- 20.01.38-28.03.38 — нач. УНКВС Московської обл.;
- 29.01.38-16.04.38 — заст. наркома внутр. справ СРСР (Єжова);
- 28.03.38-20.04.38 — нач. Упр. ОВ НКВС СРСР;
- 20.04.38-30.04.38 — нач. будівництва Куйбишевського гідровузла НКВС СРСР;
- 30.04.38 — арешт; засуджений ВКВС СРСР 29.08.38 за ст. 58-6, 58-8, 58-11 КК РРФСР до ВМН. Розстріляний.